# Телеробота

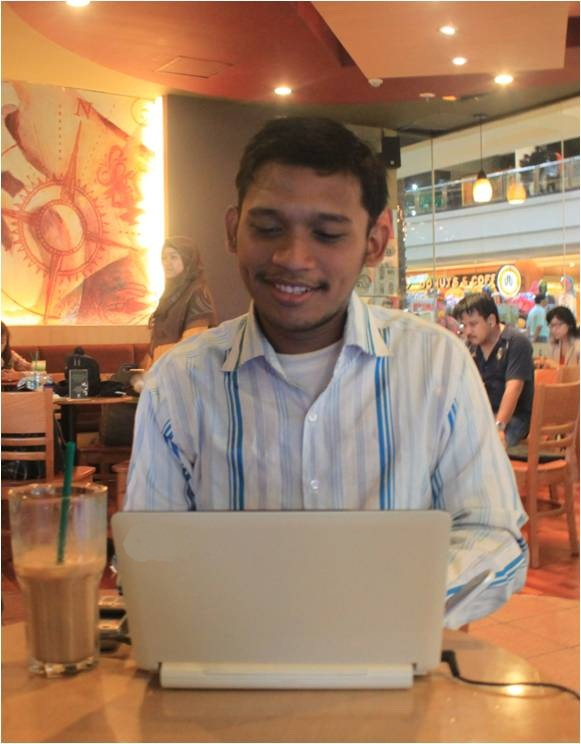
Віддалений працівник за робочим місцем у кафе

Телеробота (англ. Telecommuting), або віддалена робота, або дистанційна робота, або робота вдома, або робота з дому — робота, що виконується в місці, віддаленому від місць використання її результатів (тобто офісів, складів, магазинів тощо). Може бути постійним режимом роботи (формою зайнятості) або комбінуватися з іншими режимами роботи (наприклад, коли працівник деякі дні працює / частину завдань виконує в офісі, а деякі дні / частину завдань — вдома). Передача технічних завдань, результатів праці й оплати за неї може виконуватися за допомогою засобів зв'язку, наприклад, пошти, факсу, а в наші дні — Інтернету.

## Історія телероботи
Концепцію телероботи розробив американець Джек Ніллес. У 1972 році він висловив ідею, що не обов'язково тримати працівників у офісі, оскільки сучасні засоби зв'язку дозволяють підтримувати контакт між співробітниками на відстані. Щоб перевірити свою теорію на практиці, він ставив експерименти в Університеті Південної Каліфорнії, за результатами яких склав доповідь і отримав фінансування від американського національного фонду фінансування науки.

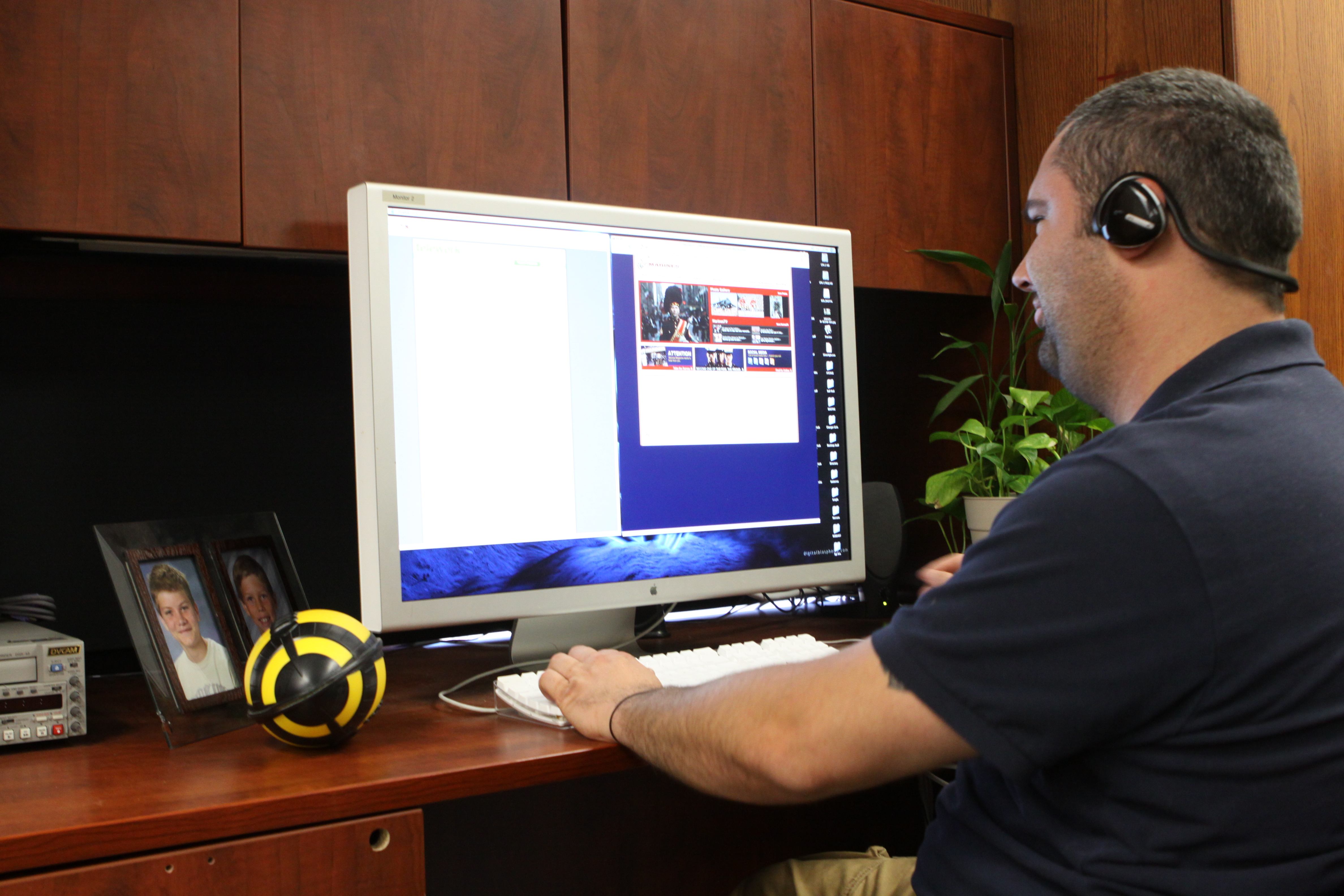
2010 року Морська піхота США почала дозволяти деяким цивільним службовцям працювати з дому

Влада проявила інтерес до розвитку ідеї телероботи, побачивши в ній вирішення транспортних проблем, що гостро стояли в містах. Нова організація праці могла дозволити вирішити ці питання, а заодно забезпечити роботою населення віддалених сільських районів.
Під час промислової революції «робота» відокремилася від «дому». Раніше ремісники працювали у себе вдома, то з приходом епохи фабрик і заводів величезна кількість людей почали «ходити на роботу». 
Натомість, на початку 20-го століття віртуальний офіс і домашня робота стають звичним явищем. Вже наприкінці 1990-х в США і Євросоюзі віддалено працювало щонайменше 30 мільйонів людей. Лідерами вважаються США, Канада, Фінляндія, Данія та Швеція. Наприклад, у Фінляндії кількість «телеворкерів» становить третину працівників.

## Історія
Щороку кількість віддалених працівників або «телеворкерів» зростає на 20-30 відсотків. Історія концепції телероботи налічує майже три десятиліття. Умовно історію розвитку віддаленої роботи на Заході можна розділити на три основних періоди.

### 1972 — початок 80-х років
Період ентузіазму теоретиків — засновників концепції телероботи. Інтерес до даної концепції  виник після перших нафтових криз на початку 1970-х. Задля економії енергоресурсів з'явилися пропозиції використовувати потенціал інформаційних технологій для заміни переїздів електронними комунікаціями і зменшення використання транспорту. Засновники руху вважали телероботу єдиним способом вирішення транспортних проблем великих міст і нестачі робочих місць у віддалених сільських районах.
У той же час з боку суспільства та великих компаній жодної реакції на ці ідеї майже не спостерігалося. З 1972 року і до початку 80-х розвиток телероботи визначався в основному ентузіазмом засновників: Джека Ніллеса, Джила Гордона, Девіда Флемінга. 1972 року американський вчений Джек Ніллес (Jack M. Nilles) винаходить термін «telecommuting» і починає вести невеликий науковий проект з аналізу використання віддаленої роботи на базі робочої групи Університету Південної Каліфорнії. Телекомм'ютинг він розглядав як альтернативу роботи в офісі і спосіб вирішення транспортних проблем за рахунок використання телекомунікацій.
За результатами цієї роботи він зробив доповідь і отримав фінансування від американського Національного фонду фінансування науки (NSF-National Science Foundation). 1979 року головний спеціаліст Комітету з економічного розвитку США Френк Скіфф (Frank Schiff) ввів термін «гнучке робоче місце» (flexiplace) і опублікував у «Вашингтон пост» статтю «Робота з дому економить бензин» («Working At Home Can Save Gasoline»).
1982 року колишній консультант в галузі управління кадрами фармацевтичного концерну Johnson & Johnson Джил Гордон організував першу національну конференцію з телероботі в США. 1984 року він почав випускати перший регулярний друкований бюлетень, присвячений телероботі, — «Telecommuting Review».
На початку 80-х років Джек Ніллес і Джил Гордон розвивають невеликі приватні та громадські проекти з використання телероботи. До цього ж періоду відноситься діяльність урядових чиновників Френка Скіффа та Девіда Флемінга. Вона сприяє впровадженню маломасштабних пробних проектів з телекомм'ютингу в міністерствах охорони навколишнього середовища, охорони здоров'я, праці та в НАСА.

### Початок 80-х— середина 90-х років
Період помірного розвитку і накопичення досвіду. У цей період йшло державне фінансування різних маломасштабних пілотних проектів, частина з яких провалилася. Відбувається інтенсивний розвиток технологічної інфраструктури. Світ готується до інтернет-буму, 1980 року у французькому місті Марні-ла-Валле створено перший телецентр, наступний — у Швеції (1982), а потім — у Швейцарії (1985). Ініціатива щодо їх створення належала в основному місцевій владі. Гроші теж були муніципальними. Сама концепція спеціально виділеного і обладнаного для телероботи телекомунікаційного центру остаточно оформилася в Скандинавії 1985 року.
Основні цілі всіх подібних проектів 80-х років — зменшення витрат часу й палива на переміщення в офіс і назад, зменшення витрат на утримання офісу та офісного обладнання, збільшення зручностей для працівників і підвищення продуктивності їхньої праці. І теоретично телеробота дає всі ці переваги. Але коли справа дійшла до практичної реалізації, початкова ейфорія з приводу організації телецентрів і телероботи досить швидко змінилася розчаруванням. 
Виявилося, що недостатньо добре організована телеробота в масштабах трудового колективу приносить збитки, а не прибуток. Європейські телецентри і телекоттеджі, обладнані за останнім словом техніки в сільських районах, виявилися нездатними організувати роботу за принципом самоокупності. Крім того, з'ясувалося, що деякі хороші працівники після короткого періоду високопродуктивної роботи вдома переставали докладати зусиль і, щоб уникнути зривів термінів виконання завдань, їх доводилося знову повертати до офісу.
1989 року американська Президентська рада з удосконалення управління (President's Council on Management Improvement) дозволила впровадження пілотних телекомунікаційних проектів у всіх федеральних агентствах США. 1993 року використання віддалених працівників у федеральних агентствах було офіційно схвалено відповідним урядовим органом з управління персоналом — Office of Personnel Management (www.opm.gov). 
1992 організовано Європейський форум з телероботи для просування ідей дистанційної праці в Європейському співтоваристві. До цього форуму входять 3000 організацій, підприємств та індивідуальних членів (www.eto.org.uk). 1995 року в США за дорученням федеральних агенцій із охорони навколишнього середовища, транспорту і торгівлі на спонсорські гроші найбільшої телекомунікаційної компанії AT&T була організована велика освітня програма Telecommute America, згодом перейменована на Telework America. Тоді ж у Європі пройшли перші щорічні робочі конференції European Telework Week з розвитку телероботи. За шість років у 600 заходах, що проходили в рамках цих тижнів у всіх країнах ЄС взяли участь понад 60 тисяч чоловік. 

### Середина 90-х років— по теперішній час
Це період бурхливого розвитку індустрії телероботи та перетворення її на суттєву складову життя розвинутого інформаційного суспільства. Переломним моментом у ставленні до телероботи  вважається 1996 рік. Практично одночасно було створено технологічні, організаційні та фінансові умови для її бурхливого розвитку. Технологічні умови для широкомасштабного впровадження телероботи забезпечило повсюдне поширення інтернету. Широка адміністративна підтримка і відповідне стабільне планове державне фінансування створили сприятливі умови для роботи наукових колективів і груп дослідників. 
1995 року дослідники з Автономного університету Мадрида досліджували можливості самозайнятості та віддаленої роботи. 1998 року команда під керівництвом професора Густаво Матіаса Клаверо за фінансування Міністерство економіки та фінансів Іспанії опублікувала книгу з результатами досліджень. Основна увага в цьому дослідженні була зосереджена на можливостях розвитку зайнятості та підприємництва. 2006 року уряд Іспанії вирішив продовжити дослідження в рамках плану «Консілія». 
1996 року стартувала і європейська ініціатива European Telework Development Initiative, спрямована на розвиток телероботи у всіх країнах ЄС. Назва програми з розвитку телероботи — «Нові методи роботи та електронної комерції» (New Ways to Work and Electronic Commerce). Фінансування заходів, що проводяться в її рамках, склало 500 млн євро за чотири роки. У тому ж 1996 Президентська рада США оголосив про початок Національної ініціативи по телероботі (NTI — National Telework Initiative). Мета програми — форсування використання телероботи у всіх секторах американської економіки, суспільному та приватному, з особливим акцентом на розширення застосування телероботи у великих державних установах.
2010 року Морська піхота США почала дозволяти деяким цивільним службовцям працювати з дому.
З часом все більше великих компаній переводили своїх працівників на віддалену роботу. Серед найвідоміших: Buffer, Basecamp, Invision, Zapier, Toptal, Automattic, Upworthy, Maptia. Великим поштовхом для розвитку віддаленої роботи стала глобальна пандемія Covid-19 у 2019-2020 роках. Зокрема, в травні 2020-го Twitter дозволив своїм працівникам постійно працювати з дому.
У березі 2020-го під час пандемії коронавірусу, уряд рекомендував всім компаніям Іспанії перевести працівників на роботу з дому, сприянні такому переходу, створенню гнучкого розкладу та мітингів без особистої присутності.

## Види телероботи
- Дистанційна зайнятість, розосереджених по декількох місцях: частково на дому, частково в місцях, які є власністю роботодавця. Зазвичай таку роботу виконує кваліфікований робітник, що користується повною довірою, професійний виконавський персонал. Більша частина таких робіт регулюється колективними договорами.
- Надомна робота. Виконується повністю вдома. Часто сюди входять види робіт, що не вимагають високої кваліфікації, з простими повторюваними операціями. Оплата за кінцевим результатом, виконується майже виключно жінками.
- Позаштатна дистанційна робота. Базується цілком на надомної роботі, але виробляється позаштатними співробітниками, що виконують найрізноманітніші завдання на основі договорів з клієнтом. Письменницька робота, редагування, дизайн, комп'ютерне програмування.
- Мобільна дистанційна робота. Застосування можливостей нових технологій у традиційних формах діяльності, наприклад, торгові представники, інспектори, інженери з експлуатації.
- Робота в спеціально обладнаному офісі. Робота на відстані здійснюється на площах роботодавця і субпідрядника. Робочі приміщення забезпечуються найсучаснішими телекомунікаціями.

## Віддалена робота сьогодні
З появою і розвитком інтернету можливості для комунікації на відстані значно зросли, а обмін інформацією і результатами інтелектуальної праці значно спростився. Сьогодні ідея віддаленої роботи активно використовується фрилансерами, які шукають замовників через інтернет по всьому світу, виконують проекти і приймають оплату за допомогою електронних платіжних систем в режимі онлайн.
Широко розповсюджений заробіток на сайтах: продаж посилань, розміщення рекламних статей, банерної або медійної реклами. Тут мають перевагу власники давно існуючих інформаційно насичених сайтів з унікальним контентом і хорошою відвідуваністю.
Також розповсюджені послуги перекладачів (в тому числі і з літературною обробкою тексту), контент-менеджерів, копірайтерів, рерайтерів.
Багато дизайнерів працюють віддалено, при цьому приймають замовлення не тільки в області вебдизайну, а також займаються і розробкою корпоративного дизайну, розробкою дизайну товарів, зовнішньої реклами, логотипів.

## Плюси і мінуси віддаленої роботи

### Плюси
- Відсутні витрати часу і грошей на дорогу до роботи і назад.
- Вільний графік (віддалений працівник не зобов'язаний, наприклад, вставати о 6.00 ранку, якщо він витримує терміни, тим не менш, багато віддалених працівників, навпаки, підлаштовують графік під потенційного роботодавця — так, російські та українські віддалені працівники часто підлаштовуються під роботодавців з США, працюючи ночами і рано вранці, коли в Штатах якраз наступають «години пік»). Але не для всіх видів віддаленої роботи. Бувають посади, які вимагають знаходження працівника на робочому місці в певний час. Можна працювати в свята і вихідні, якщо є таке бажання, можна не працювати в будні дні.
- Роботодавець і віддалений працівник може перебувати в різних містах і країнах. Це дає можливість працевлаштувати фахівців з важкодоступних, віддалених регіонів, в яких відповідних вакансій може не бути.
- Можливо значно скоротити витрати на проживання та харчування за рахунок переїзду в країну, де проживання та харчування коштують дешево (Наприклад, в Таїланді або в Індії можна в одних і тих же шортах ходити протягом року, тоді як в Україні додатково доведеться купувати штани, куртки, светри, шуби тощо; в Індії та Камбоджі можна знайти дешеві готелі з інтернетом за $10 на добу, вартість харчування в цих країнах — від $1 на день.
- Можливість змінити соціальні умови: віддалений працівник може, наприклад, віддати перевагу жити і працювати біля моря, де красиво і тепло.
- Незалежність: працівник на «віддаленці» сам вирішує, коли працювати, а коли відпочивати, сам встановлює ціни на свої послуги і самостійно шукає замовників, таким чином, він відносно незалежний від місця роботи і від начальства. Це вірно для фриланса, але не завжди можливо для довільної віддаленої роботи.
- Економія для роботодавця. Роботодавцю не потрібно витрачатися на створення робочого місця для віддаленого працівника. Не потрібно оплачувати його соцпакет.

### Мінуси
- Немає стабільності, особливо на початковому етапі роботи. Немає нікого, хто гарантовано забезпечував би зайнятість. Замовників / роботодавця потрібно шукати самому.
- Немає соцпакету. Відпустки і лікарняні не оплачуються. Можуть бути труднощі з отриманням кредиту.
- Необхідність більшої, ніж при звичайній роботі  самодисципліни і відповідальності. Якщо поруч постійно немає начальника, багатьом працівникам важче підтримувати високу працездатність.
- Відсутність перспектив і «кар'єрних сходів» за межами бірж віддаленої роботи (які в рунеті досить нестабільні через обмеженої кількості). Працюючи віддалено неможливо зробити кар'єру і зайняти начальницьких посад.
- Можливі проблеми зі здоров'ям, викликані  гіподинамією, підвищеним навантаженням на очі, посиленні відсутністю соціально обумовленої  мотивації «добре виглядати».
- Уповільнена взаємодія між працівниками і роботодавцями. В офісі працівник може безперешкодно особисто звернутися до колеги або начальника для вирішення будь-якого питання. Віддалений працівник змушений використовувати електронну пошту, служби обміну повідомленнями, IP-телефонію та інші не обов'язково швидкі способи зв'язку.
- Брак спілкування з колегами може сповільнити професійне зростання.
- Буває так, що робоче навантаження нерівномірно розподілене в часі. Наприклад, можна кілька днів нічого не робити, а потім працювати багато годин поспіль через обмеження термінів завершення роботи.

### Суб'єктивні фактори
- У деяких регіонах (наприклад, у селах і невеликих містах в Україні) значні витрати на інтернет, необхідний для віддаленої роботи. Крім того, в деяких країнах, в яких зручно працювати віддалено (за рахунок недорогого проживання і харчування) буває досить повільний інтернет (наприклад, в Камбоджі і в Австралії).
- Роботодавцю не потрібно оплачувати весь час перебування працівника на робочому місці. Оплата здійснюється тільки за фактом виконання певної роботи. У працівника немає можливості отримувати гроші, не працюючи.
- Відсутність невідступно контролю з боку начальства. Це добре для тих, хто не терпить контролю над собою і може самостійно організувати свою діяльність. Працівники-виконавці, навпаки, можуть ефективно працювати тільки за умови постійного спостереження за їх роботою. Відсутність прямого контролю над працівником може привести до розслабленості і ослаблення самоконтролю.
- Відсутність повноцінного спілкування з колегами, як формального, так і неформального. Це означає як свободу від спілкування з «неприємними людьми», так і неможливість спілкування з «приємними людьми».
- Необхідність самостійно організовувати своє робоче місце. З одного боку, з'являється можливість творчої самореалізації при оформленні робочого місця, але неминучі витрати часу і грошей на це. Часто має місце проблема пошуку відповідного для роботи приміщення.
- Є ймовірність зіткнутися з нерозумінням з боку оточуючих. Існує стереотип, що якщо людина постійно перебуває вдома, то він не працює. Віддаленого працівника можуть постійно відволікати побутовими справами, до кінця не розуміючи сенсу його проведення часу. Не всі люди сприймають саму можливість віддаленого заробітку.
- Є можливість самостійно визначати тривалість робочого дня і робочого тижня, а також тривалість перерв, тобто свобода від робочого розкладу. Однак, повна свобода у формуванні розкладу може сприяти втраті здатності працювати згідно чіткого графіку[4][5][6].

## Ризики
Існує велика кількість пропозицій надомної роботи, метою яких є не встановлення трудових відносин, а обман працівника з метою заволодіти його грошима. Найчастіше шахрайство полягає у стягненні плати за можливість почати роботу або покупки у шахрая чогось, що, за його запевненням, дає можливість заробити.

## Інструменти для віддаленої роботи
Існує безліч інструментів, які допомагають у віддаленій роботі. Це різноманітні месенджери, програми для голосового спілкування, іноді з підтримкою відеодзвінків — ICQ, Viber, Skype та інші. Цей клас програм допомагає людям працювати спільно. Єдиний недолік цих рішень в тому, що вони комплексно не вирішують задачу, іншими словами потрібно застосування декількох рішень одночасно, часом їх одночасне використання ускладнене і майже завжди не зручно. Існують програмні й програмно-апаратні рішення, покликані вирішити проблему спільної роботи комплексно. До них належать: повноцінна IP-телефонія, Відеоконференції, демонстрація екранів. Як правило такі рішення належать до корпоративного класу, вони вимагають значних вкладень і персоналу для підтримки цих конструкцій в робочому стані. До таких рішень можна віднести: Cisco Systems Telepresence, Skype for Business.
Всі перераховані вище рішення дозволяють організувати спілкування людей тільки в режимі точка-точка або однієї конференції. Але більшості людей вкрай важлива щоденна соціальна складова роботи в команді, «відчуття ліктя», відчуття, що вони є частиною соціуму. Для цього необхідні інструменти, які роблять упор на залученість людей в загальний робочий процес, близькість і простоту спілкування територіально-розподілених команд.
Є рішення,  віртуальні офіси, які об'єднують в собі необхідні технологічні інструменти (аудіо, відео, чат, демонстрацію екранів) з інтуїтивно зрозумілою реалізацією соціальних аспектів взаємодії команд.